# Fals sòl

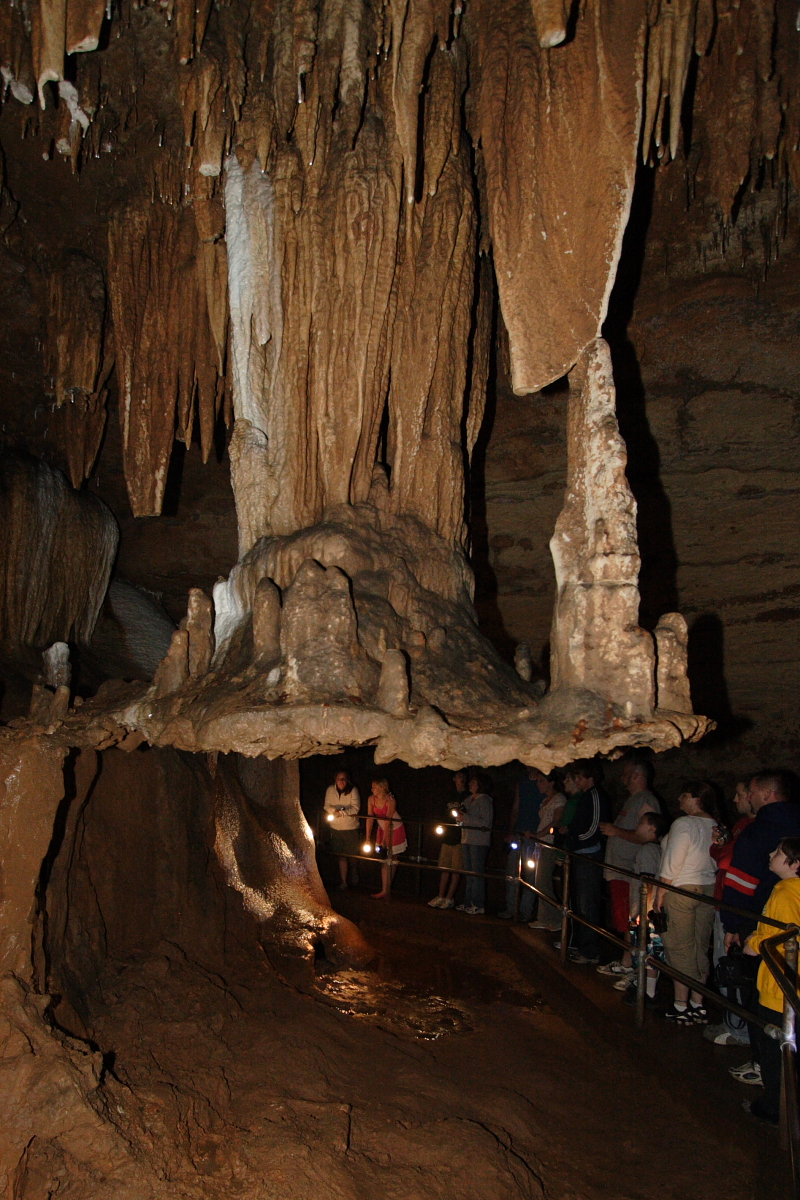
Fals sòl a Fisher Cave, Meramec State Park, Missouri, EUA

Un fals sòl és un espeleotema càrstic consistent en un romanent d'una colada que es formà damunt d'un substrat de sediments blans que, posteriorment, s'han rentat, quedant la colada penjada per damunt del sòl. Els falsos sòls poden romandre com un pont entre parets de pas complet o només com una projecció d'una paret. Se'n troben de prims que són fàcilment trencables, però també de gruixuts molt forts.